# Lingua meglenorumena
La lingua meglenorumena (o meglenorumeno) viene parlata nel nord della Grecia in una piccola area confinante con la Macedonia del Nord, in alcuni villaggi dell'estremo sud della Macedonia del Nord e in una località della Dobrugia in Romania.
Il meglenorumeno è una delle lingue romanze balcaniche e viene parlato da oltre 5.000 meglenorumeni, che si chiamano tra loro Vlashi e in Grecia Valacchi (da Valacchia).

## Geografia
Nella "Moglena", regione della Grecia al confine con la Macedonia del Nord, vi sono nove villaggi meglenorumeni: Tarnareca, Osani, Birislau, Lugunta, Liumnita, Cupa, Barovita, Livaez, Nanta.
In Macedonia del Nord ve ne sono tre: Huma, Coinsco e Sirmirtina.
Inoltre, a seguito di una migrazione meglenorumena in Romania avvenuta negli anni venti, vi è un villaggio in Dobrugia popolato esclusivamente da meglenorumeni: Cerna.
Lo storico rumeno Ioan Nenitescu stimava che la lingua meglenorumena venisse parlata da oltre 22.000 persone all'inizio della prima guerra mondiale, tutte concentrate nella regione a nord di Salonicco.
A questi vanno aggiunti circa 2.000 meglenorumeni di credo religioso musulmano e di nazionalità greca, che sono stati trasferiti nella Turchia europea (e che vengono attualmente considerati assimilati dai Turchi) a conseguenza dello scambio di popolazioni tra Grecia e Turchia avvenuto nel 1923.

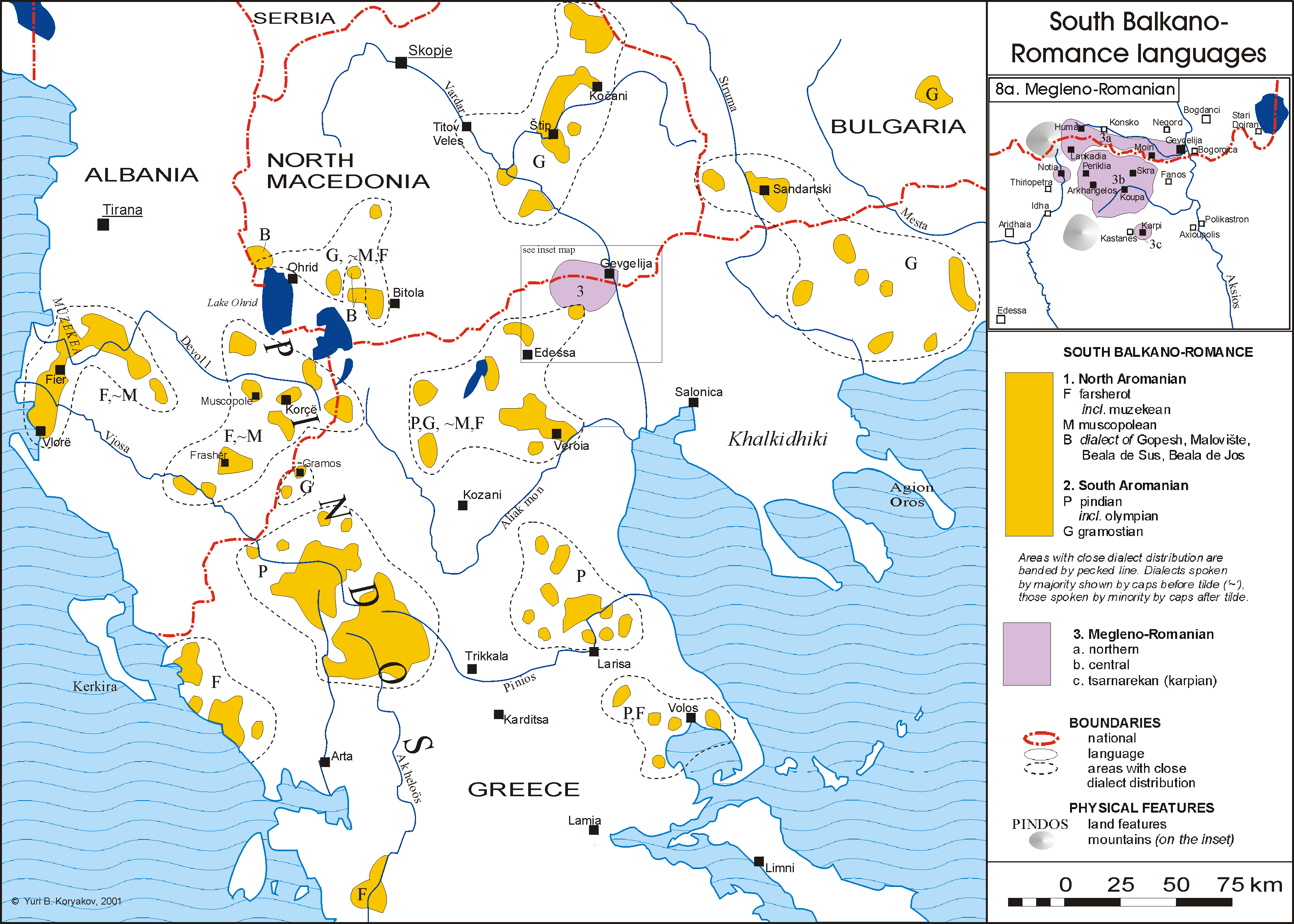
Area di lingua meglenorumena tra Grecia e Macedonia del Nord

## Lingue collegate
Assieme al rumeno, all'arumeno e all'istrorumeno, il meglenorumeno fa parte del gruppo linguistico rumeno, ed è considerata a rischio di estinzione.
Il linguista Theodor Capidan considera il meglenorumeno come un dialetto della lingua arumena, influenzato dalla lingua bulgara turchizzata dei pomacchi musulmani. Un'altra possibile origine linguistica del meglenorumeno viene indicata (almeno parzialmente) nella lingua dei peceneghi.

## Storia
L'area popolata dai meglenorumeni si trova vicino alla romana Via Egnatia, che portava dall'Adriatico illirico a Costantinopoli, e lungo la quale vi erano numerose città romanizzate o latinizzate, i cui discendenti attuali venivano chiamati dai greci, Arumeni ossia le popolazioni latine e non greche, della Macedonia e dei Balcani.
A seguito delle invasioni di slavi e avari del VII secolo, tutto l'assetto etnico-linguistico della penisola balcanica mutò e le poche comunità neolatine sopravvissero principalmente nelle zone montuose. Una di queste zone è l'attuale "Moglena", una piccola regione montuosa tra la regione greca di Macedonia e la Macedonia del Nord.

Nel XIV secolo nell'area si trasferirono dei pastori valacchi dalle montagne della Romania e della Bulgaria, che probabilmente si mescolarono con alcuni peceneghi (un popolo turco trasferitosi in Macedonia del Nord) e diedero origine alla comunità montana di lingua meglenorumena. Il fatto che i meglenorumeni siano gli unici del gruppo rumeno che non chiamano sé stessi con un nome dalla radice latina di "romanus" (essi infatti si autodefiniscono "vlashi"), potrebbe far pensare a una loro parziale origine romeno-bulgara. Inoltre il fatto che siano gli unici Arumeni con una parte della loro popolazione musulmana, fa capire l'influenza dei Peceneghi. 

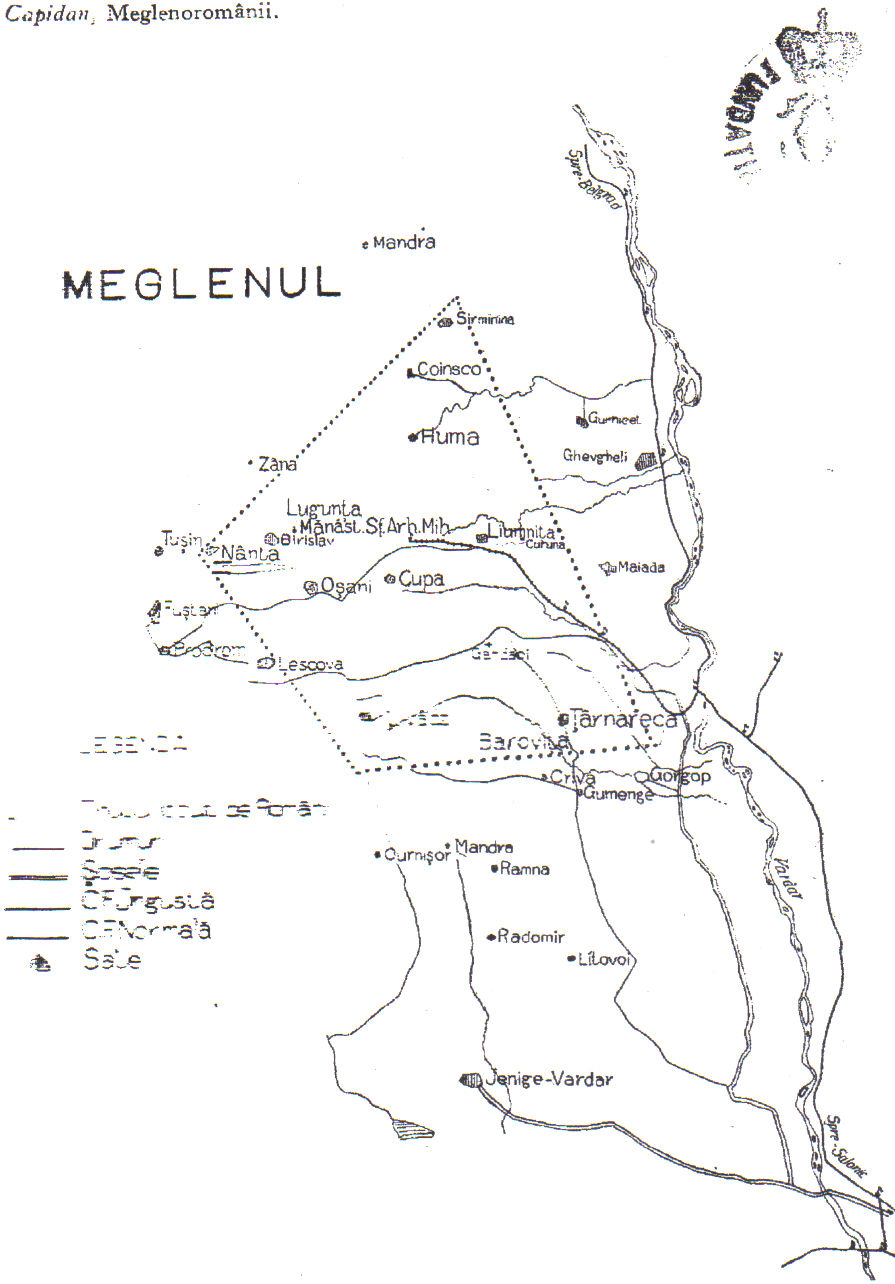
area meglenorumena ai primi del Novecento

Dopo la prima guerra mondiale quasi mille meglenorumeni (per evitare problemi di assimilazione) si trasferirono dalla Grecia in Romania, dove vivono ancora oggi nel villaggio di Cerna nella Dobrugia.
Attualmente il 95% dei meglenorumeni pratica la religione ortodossa, ma ve ne sono circa mille di religione musulmana in Macedonia del Nord. La Grecia mandò tutti i suoi 2.000 meglenorumeni musulmani nella Turchia europea, a seguito del Trattato di Pace di Losanna del 1923.
Negli ultimi censimenti ufficiali i meglenorumeni sono 3 000 in Grecia, 2 000 in Macedonia del Nord e circa 1 000 in Romania, ma si stima che in realtà essi siano 12 000 - 20 000 (includendo la Turchia).

## Grammatica e sintassi
Il meglenorumeno ha alcune caratteristiche fonetiche uniche, che non si trovano in altre lingue neolatine dei Balcani:
vocali lunghe: ā, ē, ī, ō, ū 
ă, â → o, a: câmp → comp (campo), mânc → mānc (io mangio)
la a senza accento scompare: adaug → daug (io aggiungo), afară → fară (fuori), aduc → duc (io porto).
La grammatica e la sintassi sono praticamente identiche a quelle del macedorumeno, mentre il vocabolario mostra una notevole presenza di parole bulgare e turco-musulmane.

### Il verbo
Tempo presente:
|          | I      | II    | III   | IV     |
| -------- | ------ | ----- | ----- | ------ |
| io       | cǫnt   | cad   | bat   | dorm   |
| tu       | cǫnț   | caz   | baț   | dorm   |
| lui, lei | cǫntă  | cadi  | bati  | doarmi |
| noi      | căntǫm | cădem | batim | durmim |
| voi      | căntaț | cădeț | batiț | durmiț |
| loro     | cǫntă  | cad   | bat   | dorm   |